# Tecno (automovilismo)
Tecno es un constructor italiano de karting y exconstructor automovilismo con sede en Bolonia. Ganó el Campeonato Europeo de Fórmula Dos en 1970 y participó en 10 Grandes Premios de Fórmula 1 como constructor, anotando un punto.

## Historia

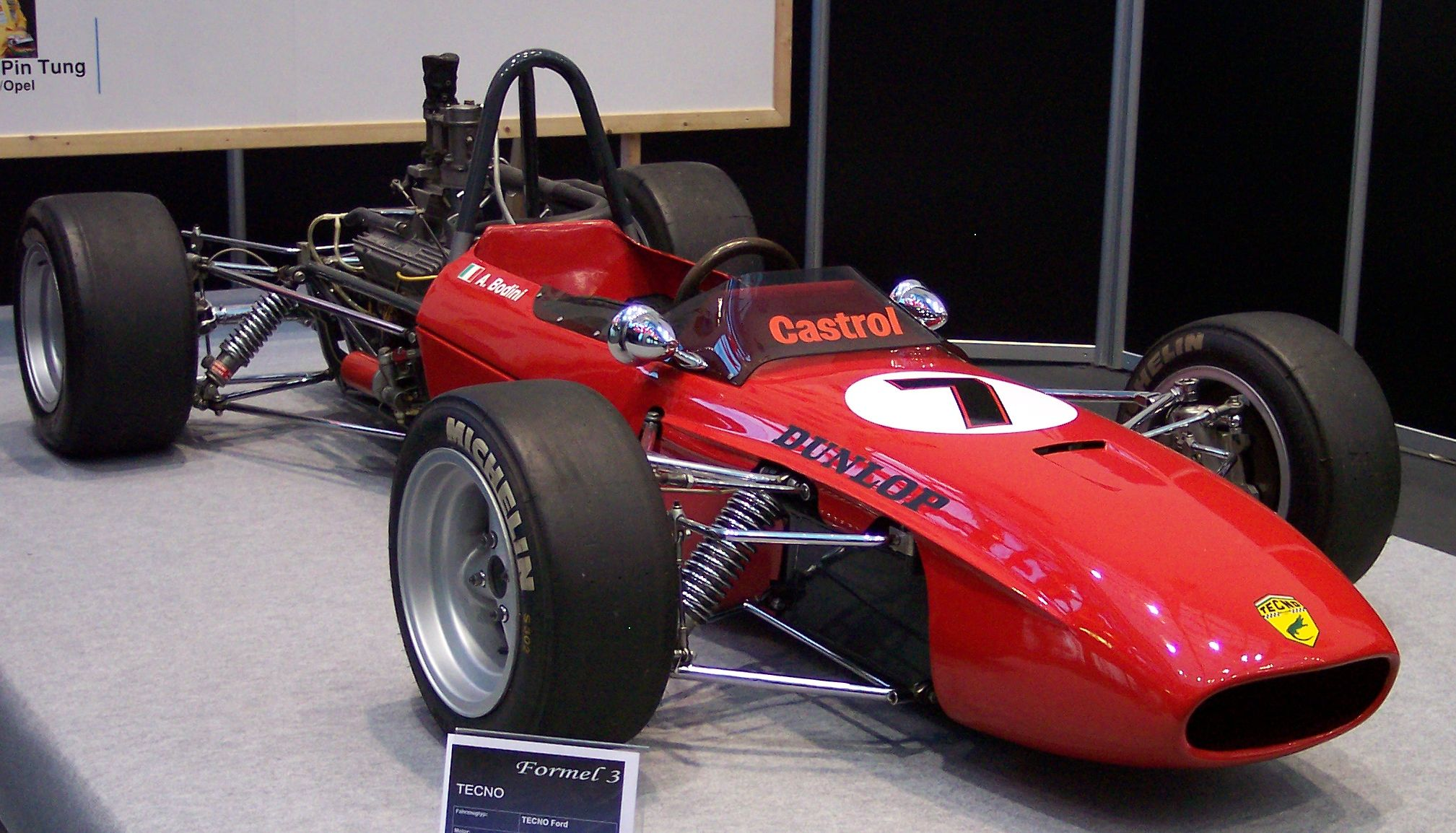
Tecno Aleste Bodini, chasis de Fórmula 3 en 1967.

Tecno comenzó como una empresa de ingeniería en Bolonia fabricando bombas hidráulicas. En 1961, los propietarios de la empresa, los hermanos Luciano y Gianfranco Pederzani, decidieron incursionar en el automovilismo como constructores de karting. En 1966, la compañía pasó a las carreras de monoplazas en la Fórmula 3. El piloto suizo Clay Regazzoni obtuvo la primera victoria internacional de Tecno en España en 1967 y, a finales de año, Tecno había ganado 32 de las 65 carreras principales de F3 de la temporada. Fue la primera empresa en construir un chasis de karting de compensación para aprovechar los motores rotativos refrigerados por aire recientemente desarrollados producidos por Parilla. El primer chasis de Tecno se llamó «Kaimano» (un juego de palabras en italiano para el cocodrilo Camen y la fuente del logotipo). El diseño del Kaimano se basó en los karts estadounidenses con motor trasero de principios de la década de 1960. El segundo chasis, el «Piuma», revolucionó el diseño de karting y tuvo tanto éxito que ganó el Campeonato Mundial en 1964, 1965 y 1966. En 1969, Ronnie Peterson condujo para el equipo y ganó 15 carreras. En 1970 Tecno debutó en la Fórmula 2 y ganó el campeonato de ese año con Regazzoni.

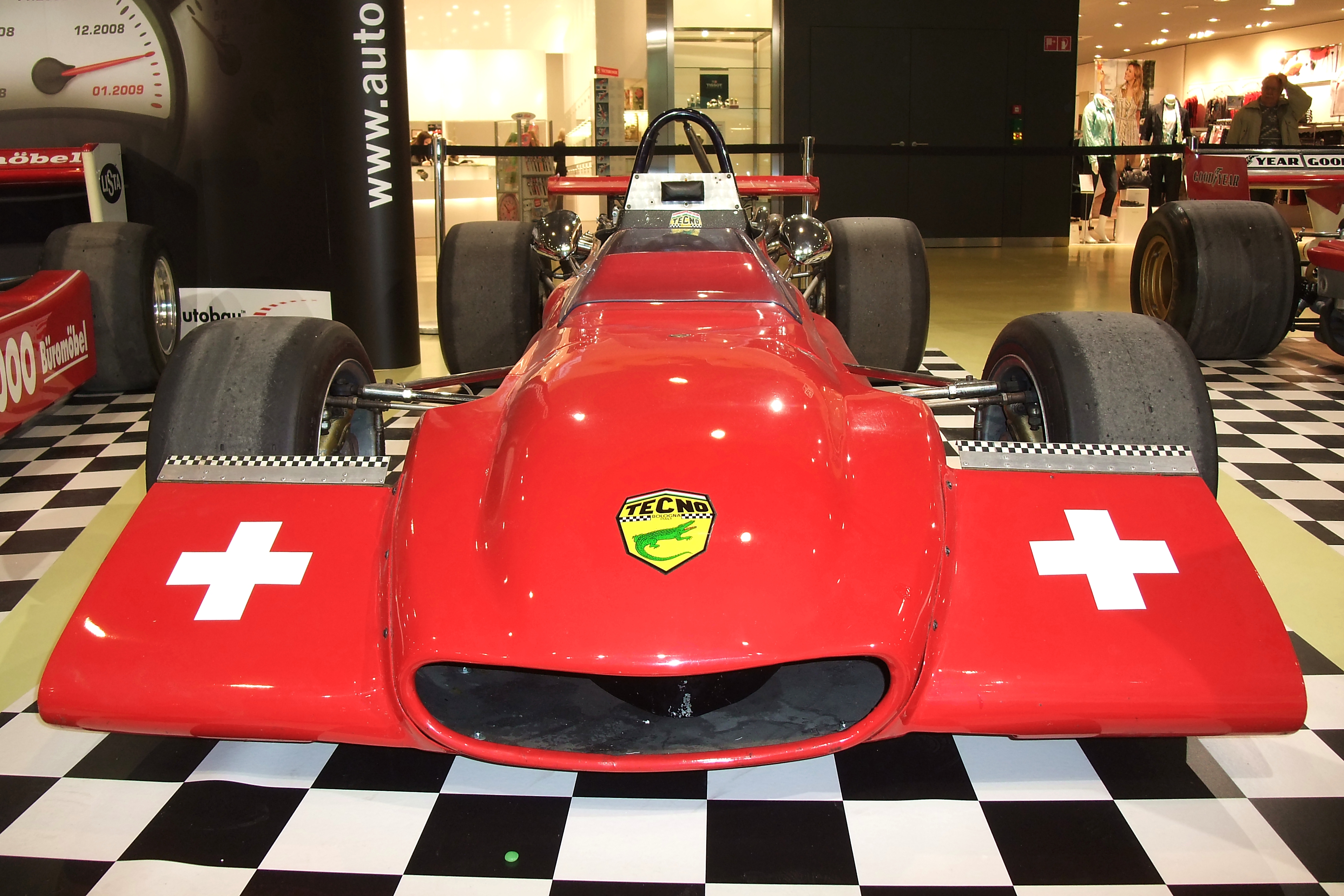
Vista frontal del Tecno 70 F2.

El éxito de Tecno en las fórmulas inferiores despertó el interés del conde Teófilo Guiscardo Rossi di Montelera (famoso por Martini & Rossi), quien se convirtió en socio y patrocinador principal de los hermanos Pederzani en un intento de construir un chasis y motor de Fórmula 1.

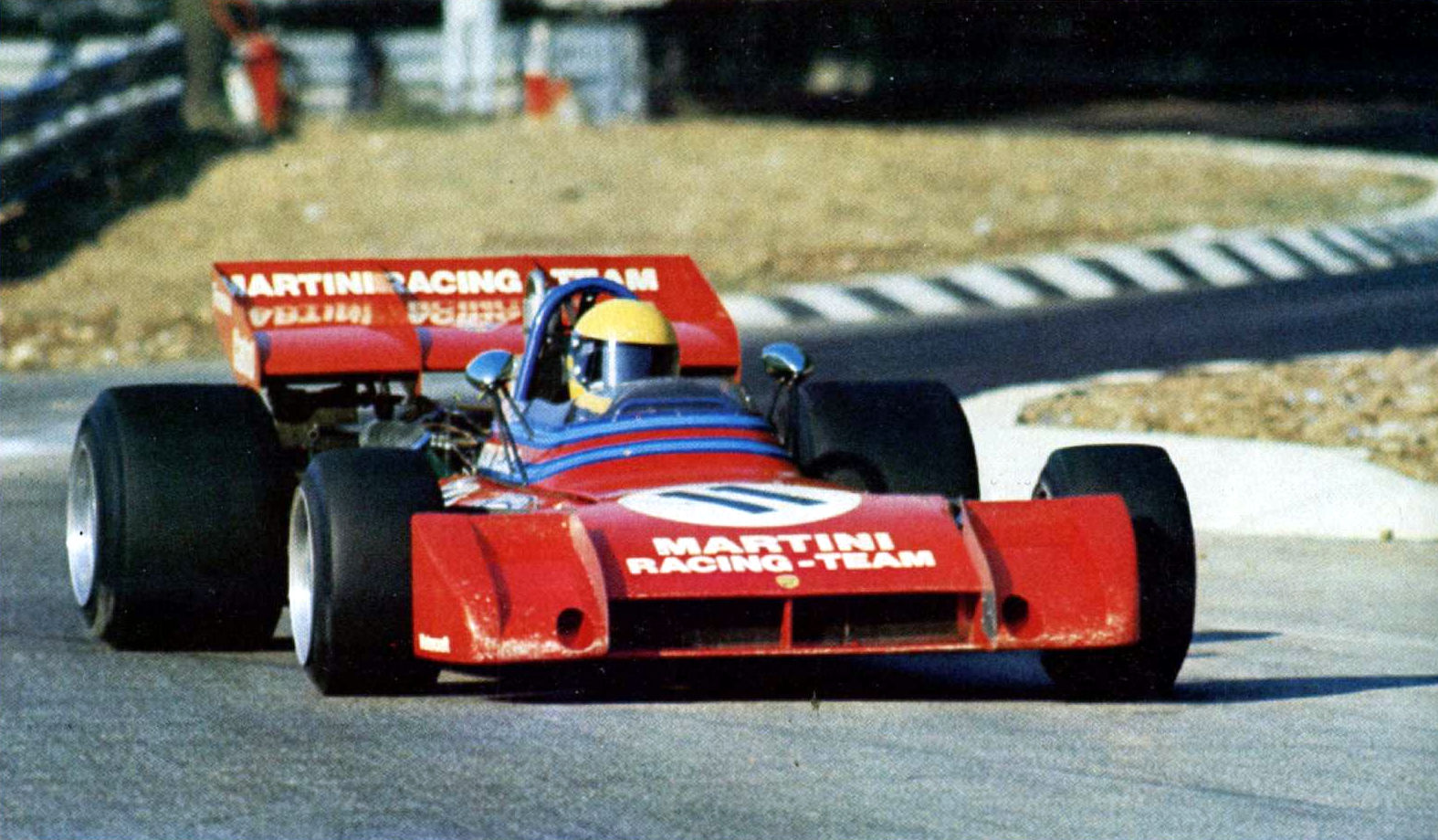
Nanni Galli en el Gran Premio de Italia de 1972.

El coche de F1 de Tecno hizo su primera aparición competitiva en el Gran Premio de Bélgica de 1972 de la mano de Nanni Galli. El equipo optó por adoptar el color rojo para el chasis, en parte para honrar la larga tradición de los equipos de carreras italianos que compiten con esa tonalidad, y en parte para adaptarse mejor a su patrocinador principal. El motor, diseñado por Luciano Pederzani, Renato Armaroli y Giuseppe Bocchi, era un motor de 12 cilindros muy similar a la unidad contemporánea de Ferrari, aunque aparentemente considerablemente menos potente. Galli logró terminar tercero en la carrera no válida para el campeonato, el Gran Premio de la República Italiana, disputada en Vallelunga, pero no sumó puntos por el resto de la temporada. Para el Gran Premio de Italia Tecno presentó un segundo coche conducido por Derek Bell. Aunque Galli superó a Bell, el director del equipo, David Yorke, eligió retener a Bell para las dos últimas carreras en América del Norte, poniendo fin a la relación de Galli con la empresa.

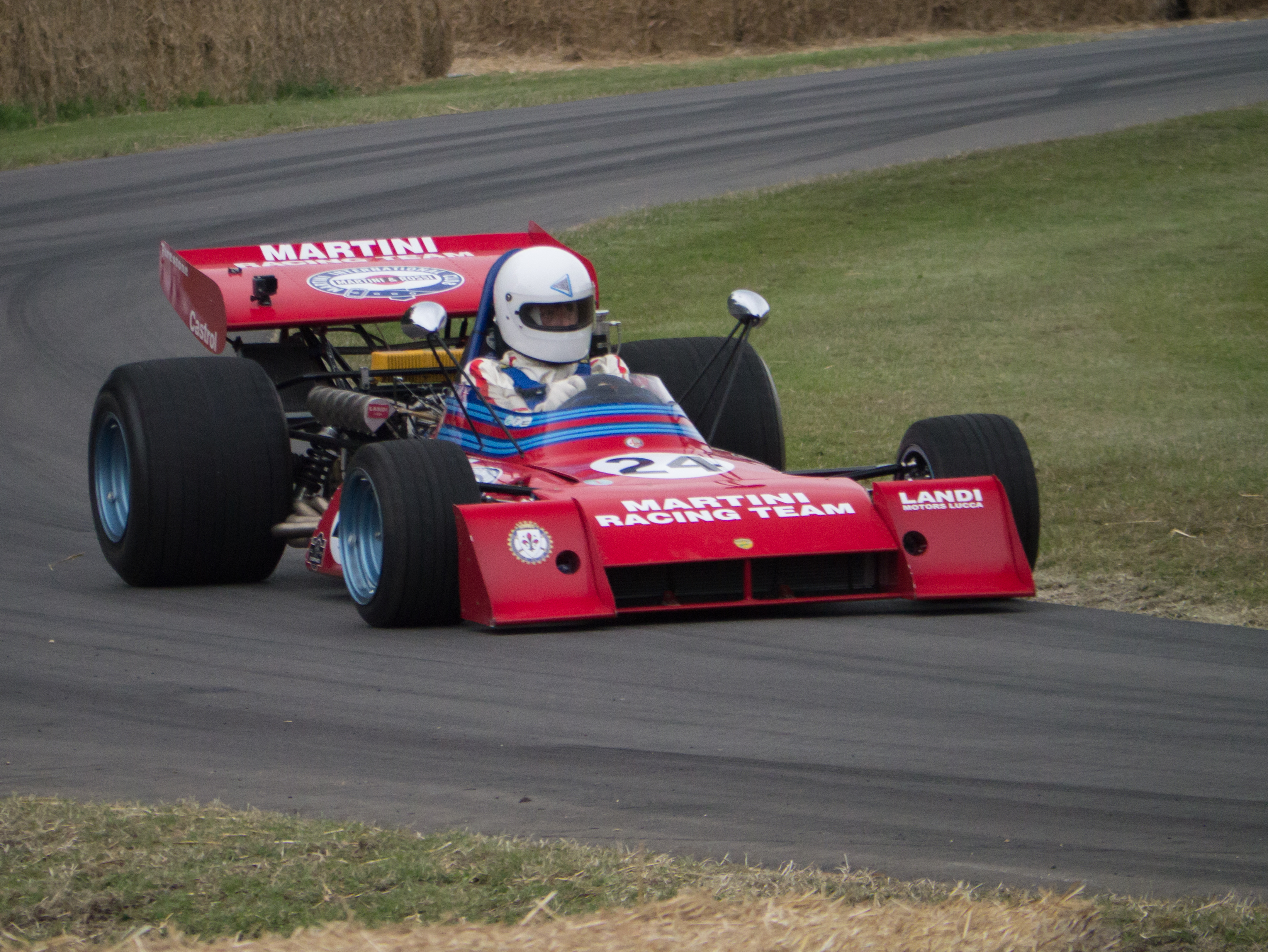
Tecno PA123 de 1972.

En 1973, graves desencuentros entre los hermanos Pederzani y Rossi y Yorke por la dirección deportiva y técnica del equipo generaron una fractura que las dos partes nunca lograron recomponer del todo. Los Pederzanis estaban interesados en contratar a Clay Regazzoni, entonces un prospecto relativamente nuevo, mientras que Rossi y Yorke querían al experimentado Chris Amon, quien no había podido llegar a un acuerdo con March Engineering para la temporada. Yorke y Rossi encargaron un nuevo chasis al diseñador Gordon Fowell, mientras que los Pederzanis contrataron a Alan McCall para diseñar un nuevo automóvil. McCall se fue antes de que el proyecto estuviera completamente desarrollado, y el coche fue completado por Ron Tauranac, que trabajaba como autónomo después de vender Brabham a finales de 1972.
Después de perderse las carreras de principios de temporada debido a la agitación interna, Tecno finalmente debutó con el chasis McCall/Tauranac en el Gran Premio de Bélgica de 1973, donde Amon terminó sexto, logrando el primer y único punto del equipo. El automóvil continuó mostrando una buena promesa en su segunda participación en el circuito de Mónaco, donde Amon se clasificó 12.º, frente al Ferrari de Jacky Ickx, y corrió bien en la mitad superior del campo durante 25 vueltas.
En el Gran Premio de Gran Bretaña, Tecno se encontró en la peculiar posición de tener dos coches diferentes disponibles, con el auto Fowell «Goral» y el auto McCall/Touranac en el garaje. Amon se clasificó último. Se las arregló para escapar de la colisión múltiple provocada por Jody Scheckter durante las etapas iniciales de la carrera que sacó nueve pilotos, pero tuvo que retirarse con una bomba de combustible rota después de seis vueltas. Amon ascendió y se clasificó en el puesto 23 para el Gran Premio de los Países Bajos, pero tuvo que retirarse nuevamente después de 22 vueltas por el mismo problema técnico.

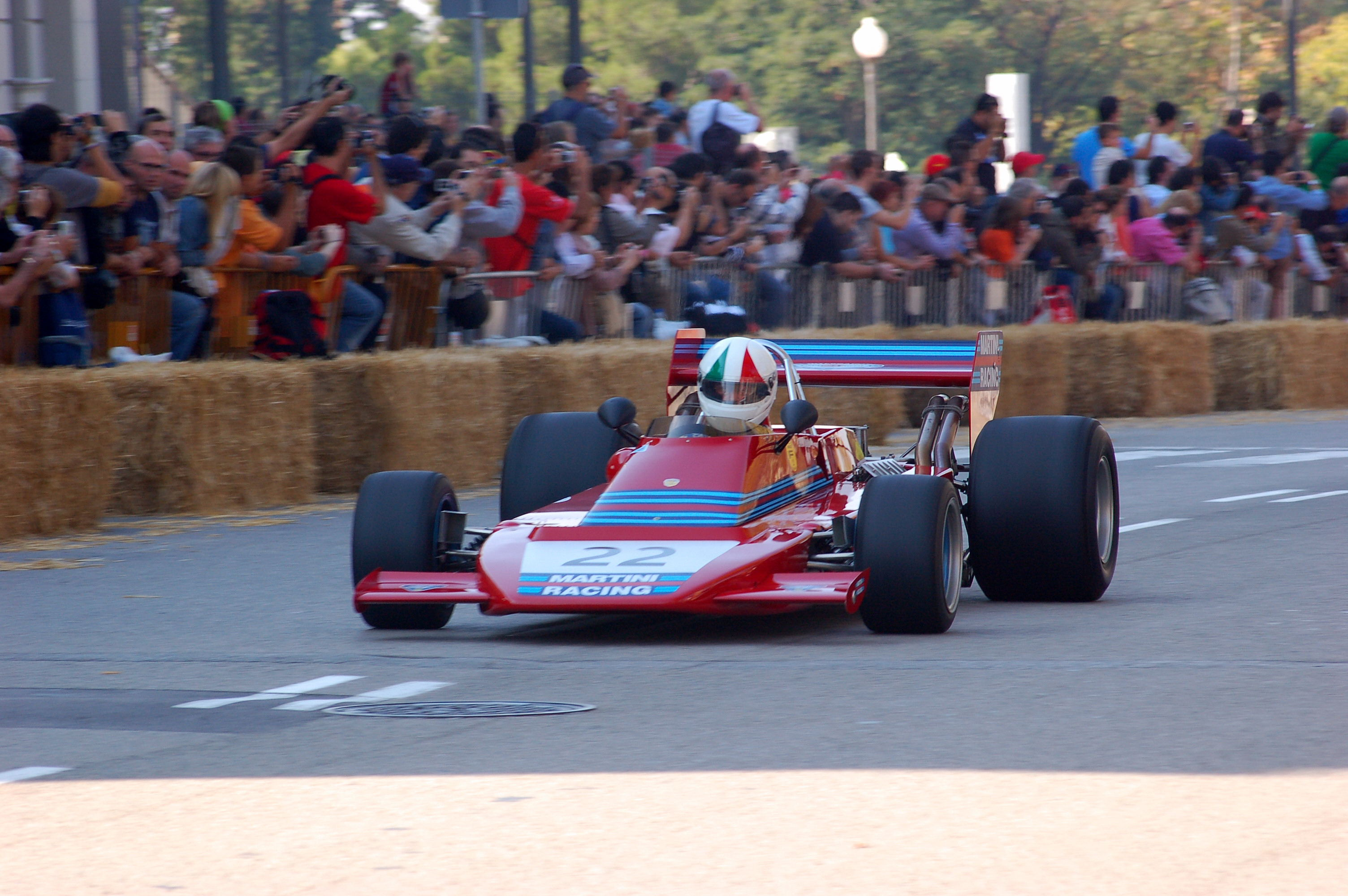
Tecno E371 de 1973.

Tener dos monoplazas diferentes, subfinanciados y subdesarrollados compitiendo con escasos recursos hizo que la lucha del equipo fuera insostenible, y para el Gran Premio de Austria, la disputa en curso entre los Pederzanis y Yorke y Rossi resultó en que Amon descontento dejara el equipo para conducir para Tyrrell. A pesar de haber encargado un motor de ocho cilindros para el año siguiente, los Pederzanis decidieron cerrar el programa de Fórmula 1. Rossi llevó el patrocinio de Martini & Rossi a Brabham en 1974 y finalmente estableció la marca de carreras Martini Racing; Luciano y Gianfranco Pederzani se retiraron del deporte, citando la atmósfera tóxica que impregnaba al equipo en 1973 como la causa principal de su desilusión.

## Resultados

### Fórmula 1
(Clave) (negrita indica pole position) (cursiva indica vuelta rápida)

| Año     | Chasis                  | Motor             | Neu. | Piloto      | 1   | 2   | 3   | 4   | 5   | 6   | 7   | 8   | 9   | 10  | 11  | 12  | 13  | 14  | 15  | Puntos | Pos. |
| ------- | ----------------------- | ----------------- | ---- | ----------- | --- | --- | --- | --- | --- | --- | --- | --- | --- | --- | --- | --- | --- | --- | --- | ------ | ---- |
| 1972    | Tecno PA123             | Tecno Series-PF12 | F    |             | ARG | RSA | ESP | MON | BEL | FRA | GBR | GER | AUT | ITA | CAN | USA |     |     |     | 0      | NC   |
| 1972    | Tecno PA123             | Tecno Series-PF12 | F    | Derek Bell  |     |     |     |     |     | DNS |     | Ret |     | DNQ | DNS | Ret |     |     |     | 0      | NC   |
| 1972    | Tecno PA123             | Tecno Series-PF12 | F    | Nanni Galli |     |     |     |     | Ret |     | Ret |     | NC  | Ret |     |     |     |     |     | 0      | NC   |
| 1973    | Tecno PA123B Tecno E731 | Tecno Series-PF12 | F    |             | ARG | BRA | RSA | ESP | BEL | MON | SWE | FRA | GBR | NED | GER | AUT | ITA | CAN | USA | 1      | 11.º |
| 1973    | Tecno PA123B Tecno E731 | Tecno Series-PF12 | F    | Chris Amon  |     |     |     |     | 6   | Ret |     |     | Ret | Ret |     | DNS |     |     |     | 1      | 11.º |
| Fuente: |                         |                   |      |             |     |     |     |     |     |     |     |     |     |     |     |     |     |     |     |        |      |

#### Carreras fuera del campeonato
| Año  | Escudería           | Chasis      | Motor             | Neu. | Piloto      | 1     |
| ---- | ------------------- | ----------- | ----------------- | ---- | ----------- | ----- |
| 1972 | Martini Racing Team | Tecno PA123 | Tecno Series PF12 | F    | Nanni Galli | REP 3 |